# جوردن زيمارمان
جوردن زيمارمان (بالإنجليزية: Jordan Zimmermann)‏ هو لاعب كرة قاعدة أمريكي، ولد في 23 مايو 1986 في أوبورانديل في الولايات المتحدة.

## وصلات خارجية
- جوردن زيمارمان على موقع دوري كرة القاعدة الرئيسي (الإنجليزية)
- جوردن زيمارمان على موقعبيزبول رفرنس.كوم (الدوري الرئيسي) (الإنجليزية)
- جوردن زيمارمان على موقعبيزبول رفرنس.كوم (الدوري الثانوي) (الإنجليزية)
- جوردن زيمارمان على موقع إي إس بي إن.كوم (أم.أل.بي) (الإنجليزية)
- جوردن زيمارمان على موقع مشجعي الرسوم البيانية (الإنجليزية)